# Hydropsyche adspersa
Hydropsyche adspersa là một loài Trichoptera trong họ Hydropsychidae. Chúng phân bố ở miền Cổ bắc.